# Diga di Miho
La diga di Miho (三保ダム?, Miho damu) è una diga multifunzionale sul fiume Kawauchi, un affluente del fiume Sakawa nella cittadina di Yamakita, distretto di Ashigarakami, nella prefettura di Kanagawa sull'isola di Honshū, in Giappone. La diga è localizzata dentro i confini del Parco seminazionale di Tanzawa-Ōyama.

## Storia
Lo sviluppo del fiume Sakawa incominciò negli anni 1960, come un progetto di lavori pubblici per promuovere le economie locali delle cittadine nella prefettura occidentale di Kanagawa. La giustificazione era fornita dalle proiezioni sulla crescita della popolazione di Odawara con il completamento della ferrovia della Linea principale Tōkaidō e dell'Autostrada di Tōmei e dalla continua domanda di acqua potabile e ad uso industriale dall'area industriale di Kawasaki-Yokohama.
I lavori sulla diga di Miho cominciarono nel 1969 da parte della società di costruzioni Kumagai Gumi e furono completati nel 1978. La costruzione comportò lo spostamento di 233 famiglie dall'area che si programmava di far inondare dalla diga. Parte dell'accordo di spostamento includeva la promessa di mantenere i toponimi storici locali, il che produsse come risultato che il nome della diga fosse cambiato da quello pianificato di "diga di Sakawa" a "diga di Miho" come riflesso del nome del distretto locale.

## Progetto

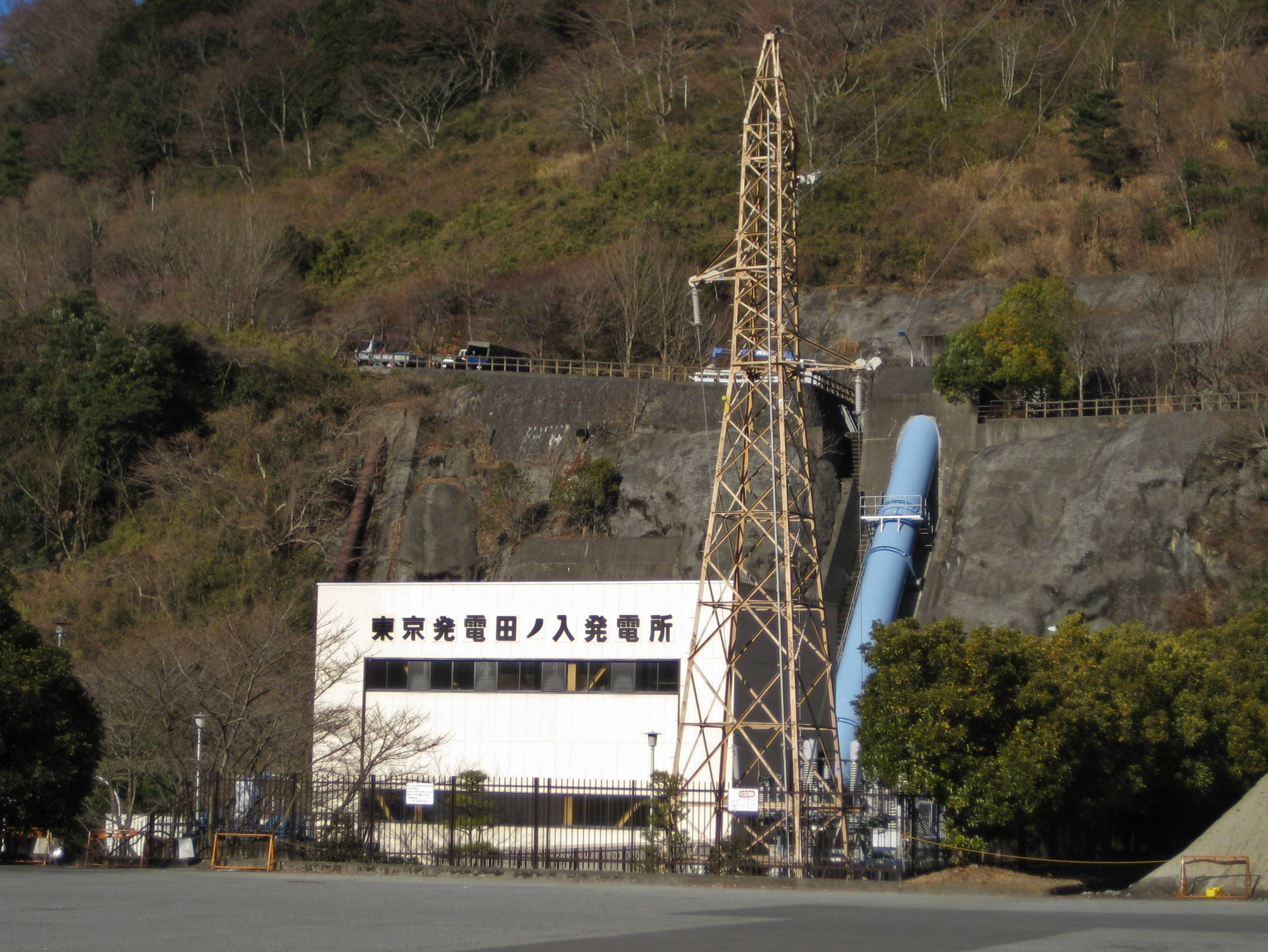
Centrale idroelettrica di Tanoiri

La diga di Miho è una diga a riempimento di pietrame (cosiddetta "diga a scogliera") con un'altezza iniziale di progetto di 100 metri, che fu in seguito abbassata a 95 metri. Insolito per una diga a riempimento di pietrame, la porzione centrale è fatta di calcestruzzo e incorpora cinque sfioratori. L'associata centrale idroelettrica di Tanoiri ha una capacità stimata di 7.400 KW di potenza. Il bacino creato dalla diga, il lago Tanzawa, è anche un'importante località ricreativa per la prefettura di Kanagawa.